# مردی با چهره عجیب به‌دنبال توست تا تو را بکشد
مردی با چهره عجیب به‌دنبال توست تا تو را بکشد (ایتالیایی: Un tipo con una faccia strana ti cerca per ucciderti) یک فیلم جنایی ایتالیایی-اسپانیایی به کارگردانی تولیو دمیچلی است که در سال ۱۹۷۳ میلادی منتشر شد. این فیلم بابت صحنه‌های خشن و خون‌باری و از جمله یک صحنهٔ اخته‌سازی تبدیل به فیلم کالت شد.

## بازیگران
- کریستوفر میچوم
- باربارا بوشه
- مالیسا لونگو
- آرتور کندی
- ادواردو فاخاردو
- پائولا سناتوره
- مانوئل سارسو
- آنخل آلوارس
- لوئیس ایندونی
- ویکتور اسرائیل
- کارلا مانچینی
- آندرئا اسکوتی
- لورنسو روبلدو
- رینا فرانکتی
- خوزه ماریا کافارل
- آنتونیو مایانس